# Luke Davison
Luke Davison (Sydney, 8 mei 1990) is een Australisch wielrenner uitkomend voor Synergy Baku Cycling Project.

## Overwinningen

### Piste
| Jaar | AK                                    | WK                   | Overige                                                                   |
| ---- | ------------------------------------- | -------------------- | ------------------------------------------------------------------------- |
| 2009 | ploegkoers                            |                      |                                                                           |
| 2010 |                                       |                      |                                                                           |
| 2011 |                                       |                      |                                                                           |
| 2012 |                                       |                      |                                                                           |
| 2013 | Ploegkoers, ploegenachtervolging, 1KM | scratch              | SATC: omnium, OCT: Omnium, WB Aguascalientes: Ploegenachtervolging,Omnium |
| 2014 | Ploegenachtervolging                  | Ploegenachtervolging |                                                                           |

### Weg
2012
- 1e, 2e, 4e en 9e etappe Tour of Gippsland
- 8e etappe Tour of the Great South Coast
- 1e, 6e, 8e en 12de etappe Tour of the Murray River
- Eindklassement Tour of the Murray River
- 2e etappe Goulburn-Sydney

2013
- 2e etappe Herald Sun Tour
- 3e etappe Tour of the Murray River

2014
- Omloop der Kempen

## Ploegen
- 2009-Australian Instititute of Sport
- 2011-Team Budget Forklifts (vanaf 01/08)
- 2012-Team Budget Forklifts
- 2013-Drapac Cycling
- 2014-Synergy Baku Cycling Project

Bobridge · Davison · Dennis · Freiberg · Howard · Matthews · Meyer · O'Shea · Semple
Benson · Cole · Cupitt · Davison · England · Frieberg · Herzig · Jongewaard · MacAnally · McLeod · Roselund · Spencer · Windsor · Wood
Cupitt · Davison · Herzig · Loft · McCarthy · McLeod · O'Brien · Ockerby · Spencer · Williams · Windsor · Witmitz
Davison · Goesinnen · Hucker · Lapthorne · McCauley · Palmer · A.Phelan · Rudolph · Rusli · B.Sulzberger · J.Walker · W.Walker
Asanov · Averin · Brammeier · Cəbrayılov · Davison · Eibegger · İlyasov · İsgəndərov · İsmayılov · Ələkbərov · Əsədov · Klemme · Lane · Lavery · McConvey · C. Schweizer · M. Schweizer · Sokol · Soeroetkovytsj · Walker
Atapuma · Bookwalter · Burghardt · Cummings · Dennis · Dillier · Eijssen · Evans · Gilbert · Hermans · Hushovd · Kohler · Lander · Lodewyck · Moinard · Morabito · Nerz · Oss · Phinney · Quinziato · Sánchez · Schär · Stetina · Van Avermaet · Van Garderen · Velits · Warbasse · Wyss · Zabel · Davison (stagiair) · Teuns (stagiair) · Vliegen (stagiair) 